# 497 aC
El 497 aC va ser un any del calendari romà pre-julià. A l'Imperi Romà es coneixia com l'Any del Consolat d'Atratí i Augurí (o també any 257 ab urbe condita). La denominació 497 aC per a aquest any s'ha emprat des de l'edat mitjana, quan el calendari Anno Domini va ser el mètode prevalent a Europa per a anomenar els anys.

## Esdeveniments

### Grècia
- Aristàgores de Milet, quan atacava Amfípolis, una ciutat dels edons amb l'ajuda dels milesis, va ser derrotat per una sortida dels enemics i va morir.[2]
- En el transcurs de la Revolta Jònica, la situació dels perses era crítica, degut a l'aixecament l'any anterior (498 aC) de Xipre, amb excepció de Cítion, de la Propòntida i l'Hel·lespont fins a Bizanci i després es va revoltar la Cària. Però Darios I va reaccionar amb celeritat i va portar simultàniament tres exèrcits i una nova flota. Durant aquell any la revolta va ser aixafada a Xipre i a les ciutats del Hel·lespont.[3]
- Artafernes i Otanes, militars perses, van començar una ofensiva general contra les ciutats jòniques i eòliques. Cime i Clazòmenes van caure a les seves mans. Histieu de Milet va haver de fugir.[4]

### República Romana
- Aulus Semproni Atratí i Marc Minuci Augurí són elegits cònsols a Roma. Aquell any es va consagrar el temple de Saturn i es va instituir la festa de la Saturnàlia.[5]

## Necrològiques
- Leurípides de Calamata, rapsode pitagòric.[6]
- Aristàgores, tirà de Milet, en una batalla.[2]